# 府主教

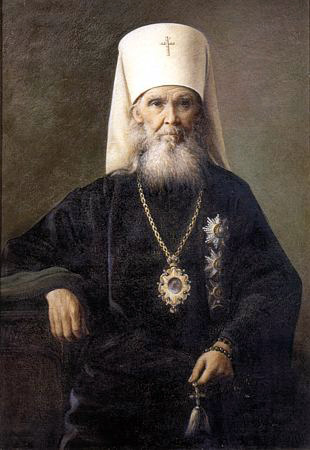
モスクワ府主教マカリイ2世（在位1912年 - 1917年）。白いクロブークを被っているが、ロシア正教会などのスラヴ系正教会では白いクロブークは府主教が被るものである。但しルーマニア正教会のように総主教が白いクロブークを着用しているケースも正教会にはある。首から下げているのはパナギア。左手に持っているのはコンボスキニオン(チョトキ)と呼ばれる、正教会での数珠状の祈りの用具。リヤサを着用している。

府主教（ふしゅきょう、ギリシア語: Μητροπολίτης, ロシア語: Митрополит, 英語: metropolitan）は、キリスト教のうちで正教会の主教品の位階の一つで、日本正教会の訳語。カトリック教会の管区大司教、あるいは首都大司教に相当する。

## 解説
正教会の場合、主教の上位聖職者として、総主教、府主教、大主教がある。各地域の正教会毎に序列が異なる。
ギリシャ系の正教会
ギリシャ系の正教会（ギリシャ正教会・キプロス正教会・アルバニア正教会等）における序列は、総主教-大主教-府主教-主教の順。総主教制の無い教会では大主教が首座主教となり、いくつかの主教区から構成された大主教区を管掌する。
スラヴ系の正教会
スラヴ系の正教会（ロシア正教会・ウクライナ正教会・ポーランド正教会・チェコスロヴァキア正教会等）における序列は、総主教-府主教-大主教-主教の順。総主教制の無い教会では府主教が首座主教となり、いくつかの主教区から構成された府主教区を管掌する。ロシア正教会系の府主教は白いクロブークをかぶり水色系のマンテヤを身につけているので見分けが付きやすい。
ルーマニア正教会
ルーマニア正教会はスラヴ系ではなくラテン系であるが、スラヴ系の正教会と同様、序列は総主教-府主教-大主教-主教の順となっている。ただしクロブークは黒色のものを用いる。
日本ハリストス正教会
ロシア正教会庇護下の自治正教会（アフトノミア）で、一つの大主教区と二つの主教区を東京におかれている府主教庁がまとめ、2023年8月までは「東京の大主教・全日本の府主教」（全日本の府主教は東京大主教教区の大主教も兼務して両方のタイトルを保持する）の称号をもつダニイル主代郁夫府主教が日本正教会を管掌していた。